# 朱莉·毕晓普
朱莉·伊莎贝尔·毕晓普（英文：Julie Isabel Bishop，1956年7月17日—），澳大利亚女性政治人物，是澳大利亚自由党成员。曾任澳大利亚外交部部长、澳大利亚自由党的副领袖等重要职务，并曾是澳大利亚眾議院位于西澳州的科廷（Curtin）选区的议员。现任澳大利亚国立大学校监（Chancellor）。
毕晓普出生于南澳州的Lobethal，毕业于阿德莱德大学，早年供职于律师行业并曾赴美国哈佛大学进修，后定居于西澳州珀斯。1998年，当选为联邦众议院议员。在约翰·霍华德政府执政后期，毕晓普曾担任教育、科技与培训部部长等内阁职务；2007年自由党-国家党联盟政府下野后，当选为自由党副领袖，并在其后陆续担任过影子内阁的财政及外交部长。
2013年9月，自由党-国家党联盟赢得大选再次执政后，毕晓普相继在托尼·阿博特与马尔科姆·特恩布尔内阁中担任外交部长，并继续兼任自由党副领袖职务。2018年8月，在马尔科姆·特恩布尔宣布辞职后，毕晓普参与了新任党魁与联邦总理职务的竞争，结果落败于斯科特·莫里森。此后，毕晓普辞去了自由党联邦副领袖及政府内阁外交部长的职务，退居议会后排继续担任议员职务，直至2019年5月联邦大选后卸任议员，彻底离开政坛。
2020年1月，毕晓普出任澳大利亚国立大学的校监（Chancellor）。

## 个人经历

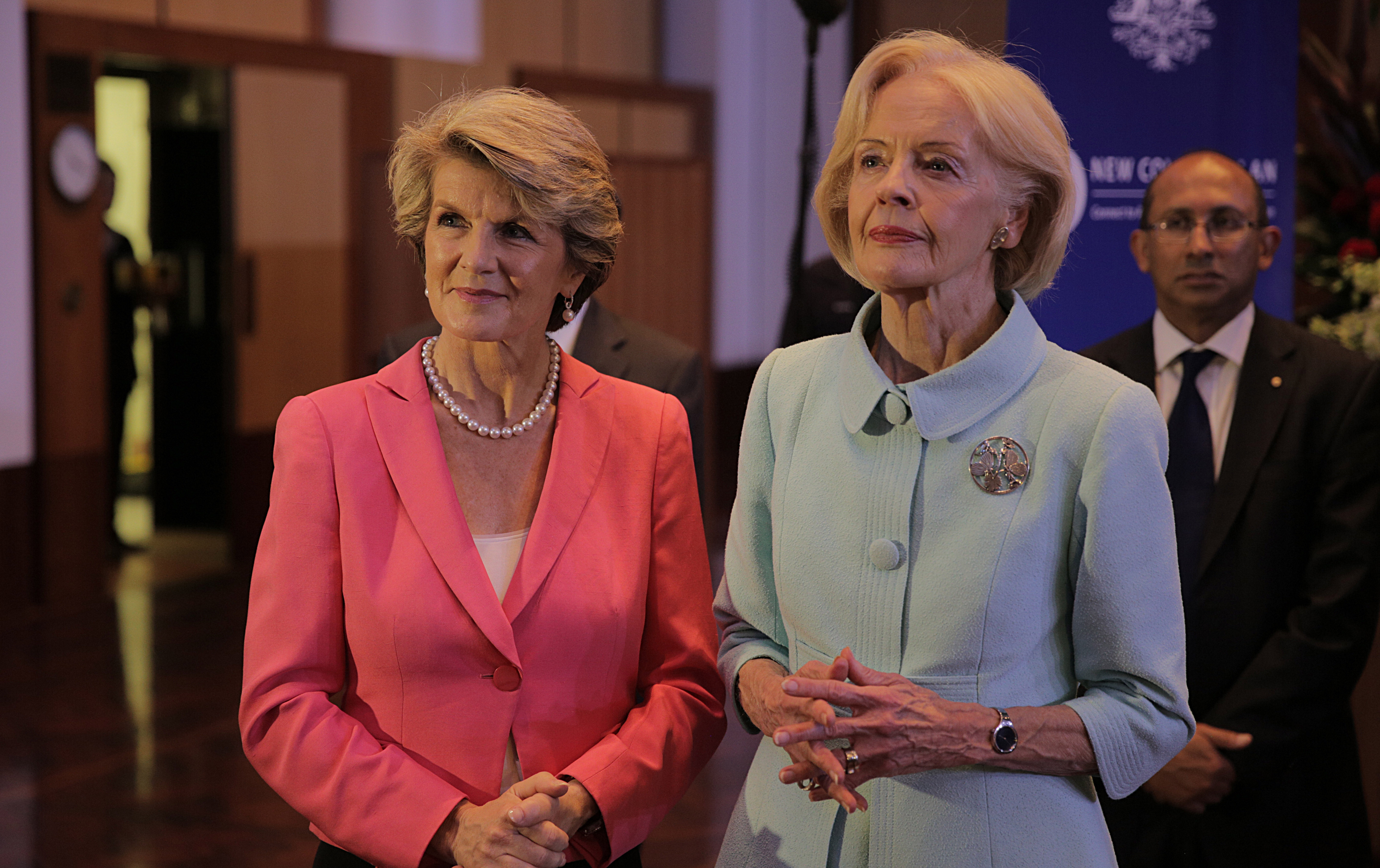
外交部长朱莉·毕晓普 (Julie Bishop) 和总督昆汀·布莱斯 (Quentin Bryce)

毕晓普出生在南澳州阿德莱德附近小镇Lobethal，先后在圣彼得学院女校和阿德莱德大学学习。1978年，获得阿德莱德大学法律学士学位，并成为执牌律师。1983年，她和一名地产商结婚，移居西澳州帕斯生活；五年后，离异。此后，毕晓普再未结婚；目前，和前帕斯市市长Peter Nattrass交往並同居。
在佩斯，毕晓普一直是一名商业诉讼律师。1996年曾赴波士顿，在哈佛大学商学院进修，攻读高级经理人课程。她还曾是西澳州城镇规划仲裁委员会的主席，澳大利亚SBS电视台董事，澳大利亚管理协会荣誉理事。

## 政治生涯
1998年，毕晓普获提名，在自由党传统选区科廷参加联邦议会选举，并成功当选。2001年2月，自由党在西澳州州议会选举失利后，该州自由党领袖、离任州长Richard Court暗中和毕晓普做交易，要求她让出联邦众议院席位，以换取州反对党领袖职位；最终，未能成行。
2003年，朱莉·毕晓普被霍华德总理任命为联邦老龄部部长；2006年1月，提拔为教育、科技和培训部部长，并进入内阁。在主管教育事务期间，她提出建立国家教育标准、教师绩效工资制度，但遭到各州政府的反对。在2007年联邦预算中，政府提出50亿澳币的高等教育基金，力求建立世界一流的高等教育机构。
执政联盟在2007年11月的大选失利后，毕晓普出任自由党副领袖，是反对党影子内阁成员、负责财政事务。因表现不佳，2009年2月16日，在党内压力下，转而负责外交事务。经历2007年、2010年两次选举失败，联邦自由党三次更换领袖；从纳尔逊到腾博，再到托尼·阿博特，朱莉·毕晓普一直保留副领袖的职务。
2013年9月，自由党和国家党联盟在托尼·阿博特的领导下，六年后重新赢得联邦大选胜利；9月18日，毕晓普被任命为外交部部长，是内阁中唯一的女性成员。2015年9月14日，由于阿博特政府民意支持率不断下滑，毕晓普和时任通讯部长的前党魁麦肯·腾博分别要求阿博特进行议会党团党魁、副党魁选举表决，当晚自由党党团选举腾博为新任党魁并接任总理，毕晓普以70票：30票的优势击败挑战者凯文·安德鲁斯，继续担任副党魁。
2018年8月24日，由于内政部长彼得达顿向时任总理特恩布尔发起挑战，特恩布尔最终在第二轮投票中落败，原财政部长斯科特莫里森接任自由党领袖及澳洲总理职位。毕晓普在第二轮投票中亦参与了此次党内领袖选举，但未能获胜，随后卸任副党首职位。8月26日，毕晓普宣布辞去外交部长职位。
2019年2月21日，畢曉普宣布將在同年眾議院會期結束後退出政壇。隨著眾議院於同年4月11日解散，她二十年來的政治生涯正式結束。

## 荣誉

### 外国勋章奖章
- 旭日大绶章（日本，2024年4月29日公布[9]）

## 外部連結
- 毕晓普个人网页（英文）